# Dušan Hauptman
Dušan Hauptman je slovenski košarkaš, bivši jugoslavenski "B" reprezentativac i slovenski "A" reprezentativac.
Igrao je na položaju krila.
Igrao je '80-ih i '90-ih.

## Igračka karijera

### Klupska karijera
U karijeri je igrao za "Olimpiju". Svojim izvrsnim igrama je bio zaslužan za "Olimpijin" jedini europski pokal.